# Alphonse Taillandier
Pour les articles homonymes, voir Taillandier.
Alphonse Honoré Taillandier est un homme politique français né le 10 mars 1797 à Paris où il est mort le 16 juillet 1867.

## Biographie
Fils d'un avoué, il est avocat en 1820, puis avocat à la Cour de cassation en 1823. Rédacteur dans le recueil des anciennes lois, il est conseiller à la cour d'appel de Paris en 1830. Il préside la cour d'assises lors du procès de Lamennais et Lacordaire, en 1831. Il est député du Nord de 1831 à 1834 et de 1837 à 1842, puis député de la Seine de 1843 à 1848, siégeant dans l'opposition de centre gauche, au sein du groupe dirigé par Odilon Barrot. En 1848, il est président du comité des bibliothèques, puis secrétaire général du ministère de la Justice et enfin conseiller à la cour de Cassation. Membre de la société des antiquaires, il est l'auteur de nombreux ouvrages de législation, collaborant aux revues.

## Publications
- Histoire du château et du bourg de Blandy-en-Brie, 1854 ; réédition Éditions AMATTEIS, 1994

## Décorations
- Officier de la Légion d'honneur (1863)[1]

## Sources
- « Alphonse Taillandier », dans Adolphe Robert et Gaston Cougny, Dictionnaire des parlementaires français, Edgar Bourloton, 1889-1891 [détail de l’édition]
- Fiche biographique sur le site de l'Assemblée nationale
- (en) Travaux par ou sur Alphonse Taillandier sur Internet Archive